# Nieszawa (gmina wiejska)
Nieszawa – gmina wiejska istniejąca w latach 1973–1991 w woj. bydgoskim, a następnie w woj. włocławskim. Siedzibą gminy była Nieszawa, która stanowiła odrębną gminę miejską.
Gminę Nieszawa utworzono 1 stycznia 1973 roku w powiecie aleksandrowskim w woj. bydgoskim. W jej skład weszły: Bertowo, Brudnowo, Józefowo, Kaźmierzyn, Kolonia Nieszawska, Kolonia Święte, Michalin, Niszczewy, Nowy Zbrachlin, Plebanka, Przypust, Sierzchowo, Siutkowo, Stary Zbrachlin, Szpitalka, Śliwkowo, Waganiec, Wiktoryn, Włoszyca, Wójtówka, Wólne, Zbrachlin.
1 czerwca 1975 roku gmina weszła w skład nowo utworzonego woj. włocławskiego. 
15 stycznia 1976 do gminy Nieszawa włączono sołectwa Barcikowo, Przywieczerzyn i Siutkówek ze zniesionej gminy Lubanie.
2 lipca 1976 do gminy Nieszawa włączono sołectwa Dąbrówka, Konstantynowo, Niestuszewo, Podole, Podzamcze, Raciążek, Siarzewo, Turzno i Turzynek ze zniesionej gminy Raciążek.
1 lutego 1977 z gminy Nieszawa wyłączono części sołectw Podole (27 ha), Raciążek (40 ha) i Siarzewo (16 ha), włączając je do miasta Ciechocinka.
1 października 1982 reaktywowano gminy Lubanie i Raciążek:
- w skład reaktywowanej gminy Lubanie weszły wszystkie trzy sołectwa  włączone w 1976 roku do gminy Nieszawa (Barcikowo, Przywieczerzyn i Siutkówek)[8]
- w skład reaktywowanej gminy Raciążek weszło 8 z 9 sołectw włączonych w 1976 roku do gminy Nieszawa (Dąbrówka, Niestuszewo, Podole, Podzamcze, Raciążek, Siarzewo, Turzno i Turzynek)[9], natomiast sołectwo Konstantynowo pozostało w gminie Nieszawa.

2 kwietnia 1991 roku siedziba gminy została przeniesiona z Nieszawy do Wagańca, z jednoczesną zmianą nazwy gminy na gmina Waganiec; jedynie wieś Kolonia Nieszawa włączono do miasta Nieszawy.